# Алигејнивил (Пенсилванија)
Алигејнивил (енгл. Alleghenyville) насељено је место без административног статуса у америчкој савезној држави Пенсилванија.

## Демографија
По попису из 2010. године број становника је 1.134.
| Група             | 2000.    | 2010.         |
| Белци             | 0 (0,0%) | 1.097 (96,7%) |
| Афроамериканци    | 0 (0,0%) | 5 (0,4%)      |
| Азијати           | 0 (0,0%) | 11 (1,0%)     |
| Хиспаноамериканци | 0 (0,0%) | 18 (1,6%)     |
| Укупно            | 0        | 1.134         |